# Honcearkî, Terebovlea
Honcearkî (în ucraineană Гончарки) este un sat în comuna Sosniv din raionul Terebovlea, regiunea Ternopil, Ucraina.

## Demografie
Componența lingvistică a localității Honcearkî
     Ucraineană (100%)
Conform recensământului din 2001, toată populația localității Honcearkî era vorbitoare de ucraineană (100%).